# Färöische Fußballmeisterschaft 1961
Die Färöische Fußballmeisterschaft 1961 wurde in der Meistaradeildin genannten ersten färöischen Liga ausgetragen und war insgesamt die 19. Saison. Sie startete am 14. Mai 1961 mit dem Spiel von KÍ Klaksvík gegen HB Tórshavn und endete am 6. August 1961.
Meister wurde KÍ Klaksvík, die den Titel somit zum neunten Mal erringen konnten. Titelverteidiger HB Tórshavn landete auf dem vierten Platz.
Im Vergleich zur Vorsaison blieb die Torquote unverändert bei 3,55 pro Spiel. Den höchsten Sieg erzielte B36 Tórshavn mit einem 9:1 im Heimspiel gegen TB Tvøroyri, was zugleich das torreichste Spiel darstellte.

## Modus
In der Meistaradeildin spielte jede Mannschaft an acht Spieltagen jeweils zwei Mal gegen jede andere. Die punktbeste Mannschaft zu Saisonende stand als Meister dieser Liga fest, eine Abstiegsregelung gab es nicht.

## Saisonverlauf
KÍ Klaksvík spielte am ersten Spieltag im Heimspiel gegen HB Tórshavn 1:1, die nächsten drei Spiele wurden allesamt gewonnen, so auch das Rückspiel gegen HB mit 2:1. Die Entscheidung um die Meisterschaft fiel am vorletzten Spieltag, als der damalige Zweitplatzierte HB Tórshavn sein Spiel mit 0:1 gegen B36 Tórshavn verlor, während KÍ beim 0:0 im Auswärtsspiel gegen TB Tvøroyri den entscheidenden Punkt holte. KÍ blieb über die gesamte Spielzeit ungeschlagen und gewann souverän den Titel.

## Abschlusstabelle
| Pl. | Verein          | Sp. | S | U | N | Tore    | Quote | Punkte |
| --- | --------------- | --- | - | - | - | ------- | ----- | ------ |
| 1.  | KÍ Klaksvík     | 6   | 4 | 2 | 0 | 016:400 | 4,00  | 10:20  |
| 2.  | B36 Tórshavn    | 6   | 2 | 1 | 3 | 016:140 | 1,14  | 05:70  |
| 3.  | TB Tvøroyri (P) | 6   | 2 | 1 | 3 | 008:180 | 0,44  | 05:70  |
| 4.  | HB Tórshavn (M) | 6   | 1 | 2 | 3 | 004:800 | 0,50  | 04:80  |

Platzierungskriterien: 1. Punkte – 2. Torquotient
| (M) | Meister 1960     |
| (P) | Pokalsieger 1960 |

## Spiele und Ergebnisse
|              | B36    | HB  | KÍ  | TB  |
| ------------ | ------ | --- | --- | --- |
| B36 Tórshavn |        | 1:1 | 2:3 | 9:1 |
| HB Tórshavn  | 0:1    |     | 1:2 | 0:3 |
| KÍ Klaksvík  | 0-:- 1 | 1:1 |     | 5:0 |
| TB Tvøroyri  | 4:3    | 0:1 | 0:0 |     |

## Spielstätten
| Mannschaft   | Stadion        | Spielort |
| ------------ | -------------- | -------- |
| B36 Tórshavn | Gundadalur     | Tórshavn |
| HB Tórshavn  | Gundadalur     | Tórshavn |
| KÍ Klaksvík  | Við Djúpumýrar | Klaksvík |
| TB Tvøroyri  | Sevmýri        | Tvøroyri |

## Nationaler Pokal
Im Landespokal gewann TB Tvøroyri mit 2:0 gegen B36 Tórshavn. Meister KÍ Klaksvík trat nicht im Pokal an.